# ÖAF
ÖAF (Abkürzung für Österreichische Automobil-Fabriks-Aktiengesellschaft) war eine österreichische Nutzfahrzeugmarke.

## Unternehmensgeschichte

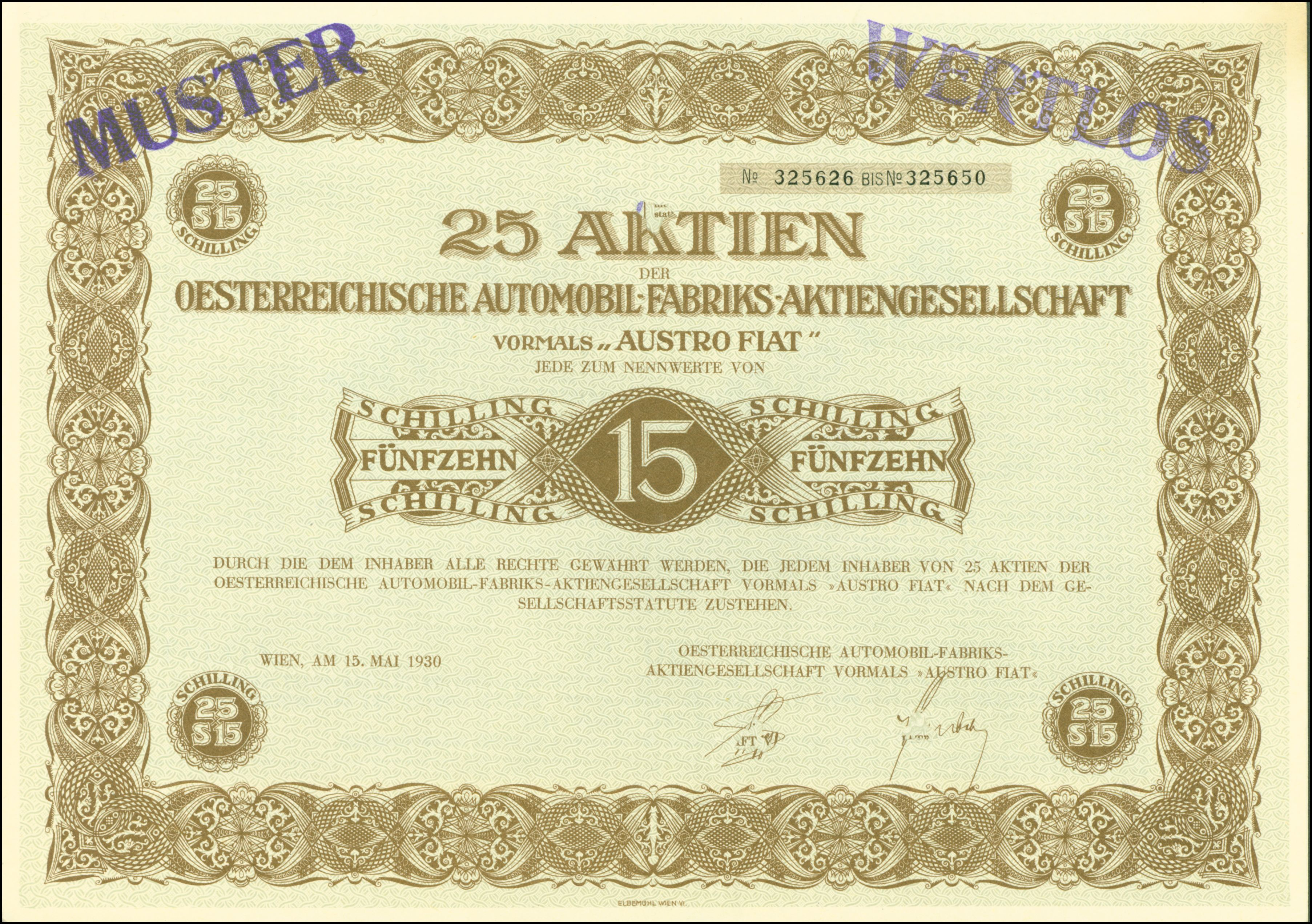
Sammelaktie über 25 × 15 Schilling der Oesterreichischen Automobil-Fabriks-Aktiengesellschaft vom 15. Mai 1930

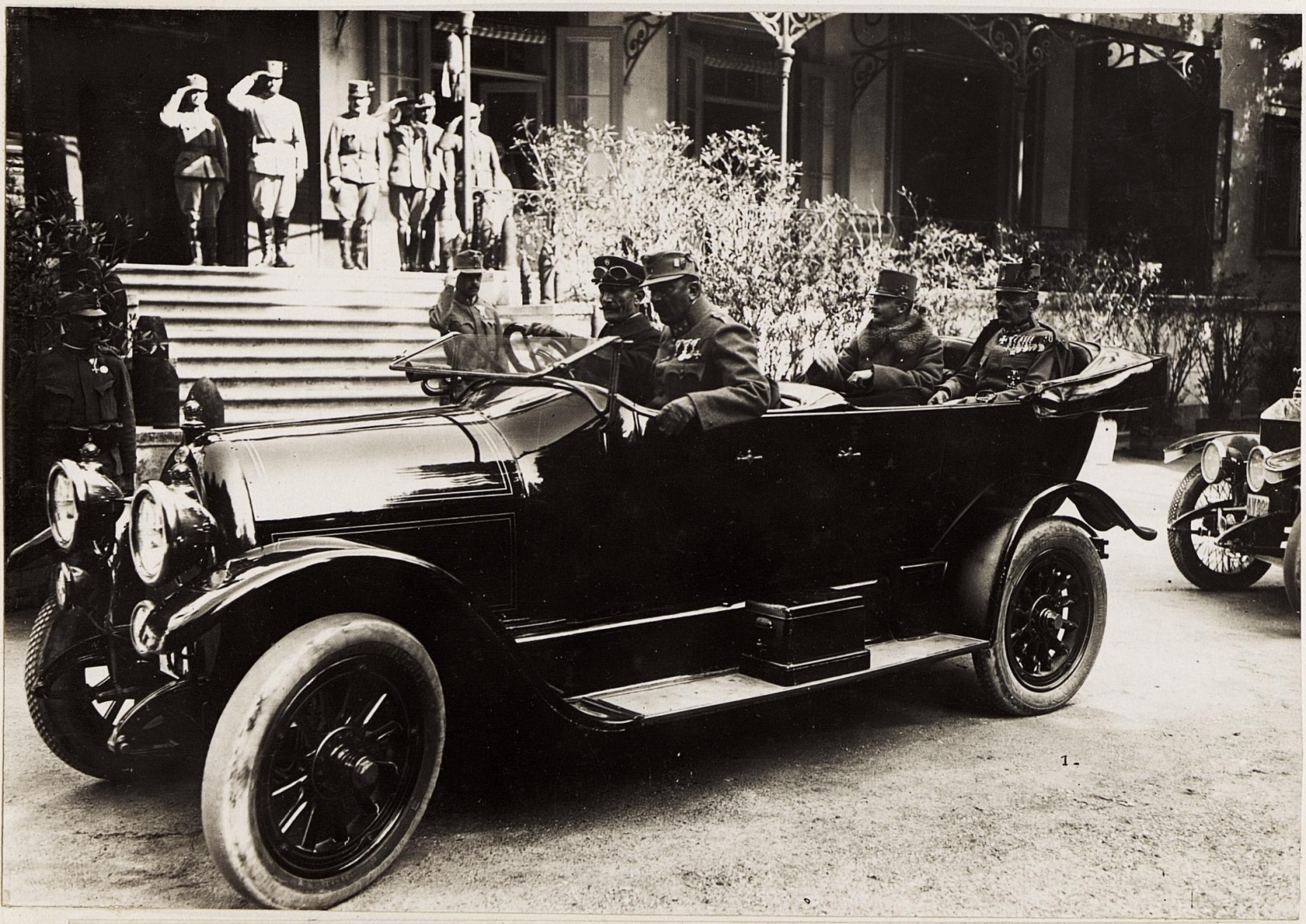
Kaiser Karl I. in einem Austro-Fiat Hofauto auf dem Weg zur Isonzofront (1917)

### Anfänge
Die Österreichische Fiat-Werke Aktiengesellschaft wurde 1907 unter Mitwirkung der Anglo-Österreichischen Bank von den Turiner Fiatwerken gegründet. Sie errichtete in Wien-Floridsdorf eine Fabrik und Reparaturwerkstätte. Die Gesellschaft erzeugte alle Arten von Personenautomobilen, Automobillastwagen, Omnibussen, Stabil- und Schiffsmotoren, sowie auch Flugmotore. Die Karosserien wurden seit 1912 in einer eigenen Abteilung gebaut. Auch als Inhaber einer Taxi-Konzession trat das Unternehmen ab 1909 in Wien und Triest auf.
Mit Kriegsausbruch wurde die Verbindung mit dem Turiner Stammhaus unterbrochen. Während der Kriegsjahre erfolgte eine umfangreiche Erweiterung des Werkes, in dieser Zeit wurden auch Automobile („Leibwagen“) an den Kaiserhof geliefert. Zu dieser Zeit arbeiteten rund 1.900 Personen in den Austro-Fiat-Werken. Noch vor dem Ende des Ersten Weltkrieges geriet die Gesellschaft in die Interessensphäre des Castiglioni-Konzerns. Nach dem Kriegsende wurde die Verbindung mit der Turiner Fiat-Gruppe wieder angeknüpft. Ende 1919 kam mit dieser eine neue Vereinbarung zustande, die jedoch gegen Ende 1920 wieder gelöst wurde um stattdessen eine Interessengemeinschaft mit den, ebenfalls dem Castiglioni-Konzern nahestehenden Österreichischen Daimler Werken sowie den Grazer Puch-Werken anzubahnen.
1920 wurde der Verwaltungsrat ermächtigt, die Fusion oder die Interessengemeinschaft mit den genannten zwei österreichischen Automobilgesellschaften durchzuführen. Die Verwaltung entschloss sich aus steuerpolitischen Gründen für die Errichtung einer Interessengemeinschaft. Diese war nicht nur finanzieller, sondern auch kommerzieller und technischer Natur. Die Einkaufs- und Verkaufsorganisationen und die Konstruktionsbureaus der drei Gesellschaften sollten zusammengelegt und bei den Daimler Werken vereinigt werden.

### Zwischenkriegszeit und Zweiter Weltkrieg
Die Fabrikation wurde in Folge durch Spezialisierung rationeller gestaltet und die Daimler Werke fabrizierten einen großen, modernen halbrahmenlosen Personenwagen mit 6-Zylinder-Motor und 11/70 PS. Bei den Fiatwerken wurde außer der Erzeugung ihrer Personenwagen-Typen die Erzeugung von Lastfahrzeugen und bei den Puchwerken die Herstellung von Motor- und Fahrrädern konzentriert. 1921 wurde die Gesellschaft in Österreichische Automobil-Fabriks-Aktiengesellschaft – vormals Austro-Fiat umbenannt. Ab März 1922 befand sich die Aktienmehrheit des Unternehmens im Besitz der Anglo-Austrian Bank.
Im Jahr 1923 wurde der Austro Fiat 9/32 vorgestellt. Dieser hatte einen Vierzylinder-Motor mit 2467 cm³ mit 84,5 mm Bohrung und 110 mm Hub. Der Motor leistete 32 PS (24 kW) bei 2000/min. Der Radstand betrug 3400 mm, die Spurweite lag bei 1330 mm. Das Fahrzeug hatte einen 100-Liter-Kraftstofftank. 1924 kam der in Folge sehr beliebte „Schnell-Lastwagen“ Austro-Fiat AFN auf den Markt, der vor allem als Basis für Feuerwehrfahrzeuge und Autobusse große Verbreitung finden sollte.
1927 erfolgte die Auflösung der Interessengemeinschaft mit den Austro-Daimler Werken und Abstoßung deren Aktienbesitzes an die Creditanstalt und den Wiener Bankverein. Die Beziehungen zu Fiat waren jedoch auch in dieser Zeit nicht gänzlich abgebrochen, so dass die ÖAF Fiat-Fahrzeuge in den Nachfolgestaaten der Monarchie sowie Deutschland über eine gemeinsame Verkaufsorganisation vertrieb. Inländische Niederlassungen mit Reparaturwerkstätten wurden in Graz, Linz und Salzburg gegründet.

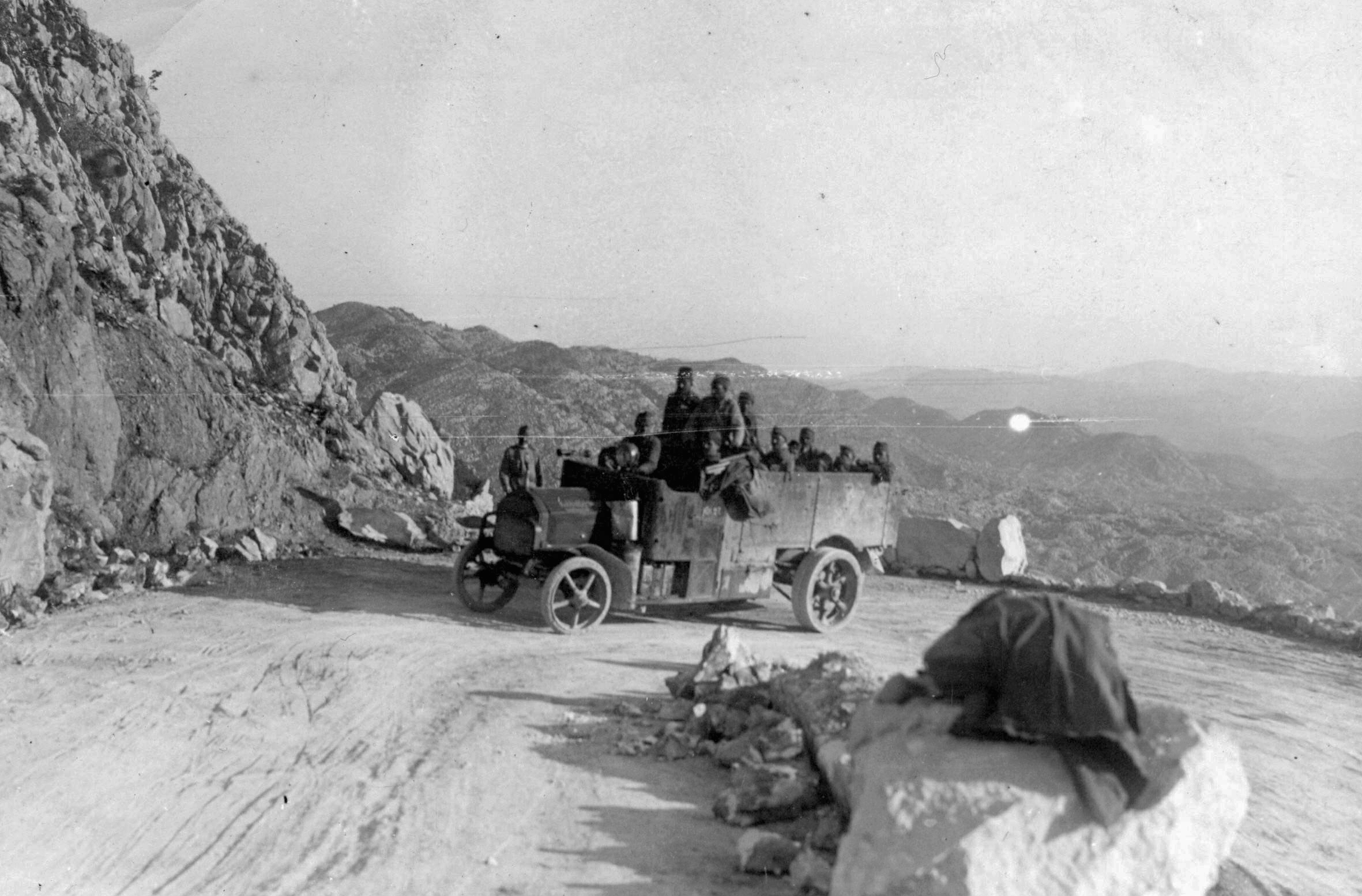
Austro-Fiat LKW der k.u.k Armee im Ersten Weltkrieg

1929 wurde eine eigene Abteilung für Feuerlöschfahrzeuge gegründet, im Jahr darauf wurde die darauf spezialisierte Firma Wilhelm Knaust & Co. Fabrik für Feuerlöschgeräte und Spezialaufbauten für Nutzfahrzeuge erworben und die Spezialfahrzeug-Abteilung darin eingebracht. Als Basis für Feuerwehrautos diente Meist der Lastwagen Type AFN.
Anfang der 1930er Jahre trafen die Auswirkungen der Weltwirtschaftskrise auch die ÖAF, der Mitarbeiterstand sank von rund 1.000 Mitarbeiter in den 1920er Jahren auf lediglich rund 350 Beschäftigte im Jahr 1933. Im selben Jahr verkaufte die Creditanstalt ihr Aktienpaket an die ehemalige Mutterfirma Fiat, die damit rund 40 % der Firmenanteile hielt.
1936 erwarb die Gesellschaft die Fabrikationslizenz für Österreich und Osteuropa auf die von der Maschinenfabrik Augsburg-Nürnberg AG (MAN) erzeugten Fahrzeug-Dieselmotoren. Im Gegenzug wurde MAN Mehrheitseigentümer der Gesellschaft. 1939 wurde die Gesellschaft in Österreichische Automobil-Fabriks-Aktiengesellschaft (ÖAF) umbenannt. 1941 wurde die Wagen-, Karosserie- und Automobil-Fabriks AG vormals A. Weiser & Sohn, deren Aktien sich seit 1927 fast zur Gänze im Besitze der Gesellschaft befanden, im Fusionswege übernommen.

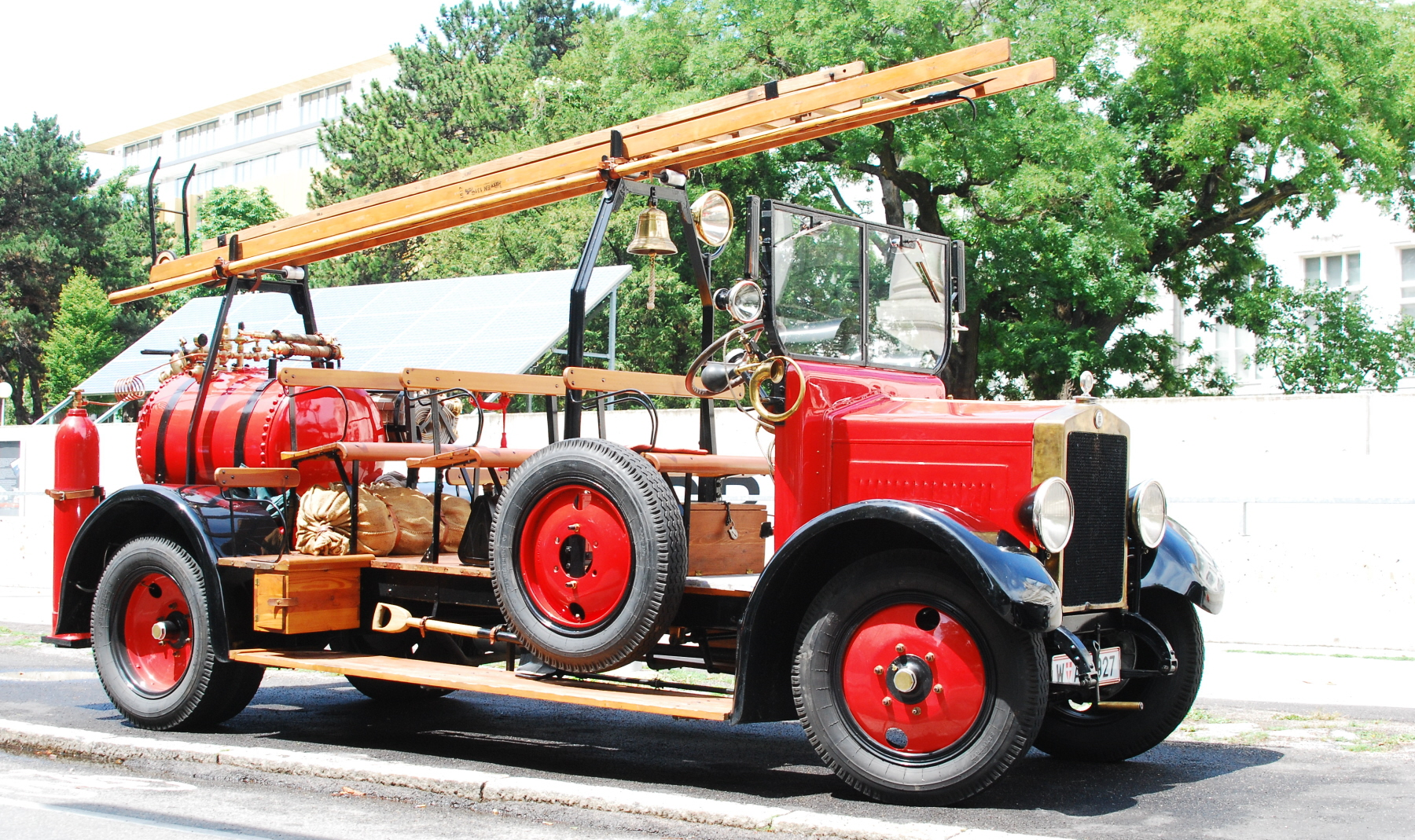
Feuerwehrauto auf Basis Austro-Fiat AFN

Im Zweiten Weltkrieg wurden vor allem Lkw mit MAN-Motoren produziert, vor allem die Type SML 4500. Die seit 1935 erfolgte Reparatur von Flugmotoren wurde in ein eigenes, abgelegenes Werk im Herrenholz am Bisamberg verlegt. Nach 1945 lagen die durch 140 Bombentreffer stark zerstörten Floridsdorfer Fabriken in der sowjetischen Besatzungszone und wurden in die USIA eingegliedert, wodurch die weitere Entwicklung gehemmt und die angebahnte Verbindung mit MAN jäh unterbrochen wurde. Auch war ein großer Teil der ÖAF-Produktion für die Sowjetunion bestimmt. Das ehemalige Flugmotoren-Reparaturwerk im Herrenholz wurde von den Sowjets gesprengt.

### Ab 1955
1955 wurde die ÖAF unter öffentliche Verwaltung gestellt. Die 72 % der Aktien, die früher im Besitz der Maschinenfabrik Augsburg-Nürnberg AG waren, gingen nach Inkrafttreten des österreichischen Staatsvertrages in das Eigentum der Republik Österreich über, während sich die restlichen 28 % in vorwiegend österreichischem Streubesitz befanden. Am 1. Juli 1960 besuchte der Ministerpräsident und Generalsekretär der KPdSU der UdSSR Nikita Chruschtschow im Rahmen eines Österreichbesuches das ÖAF Werk in Floridsdorf.

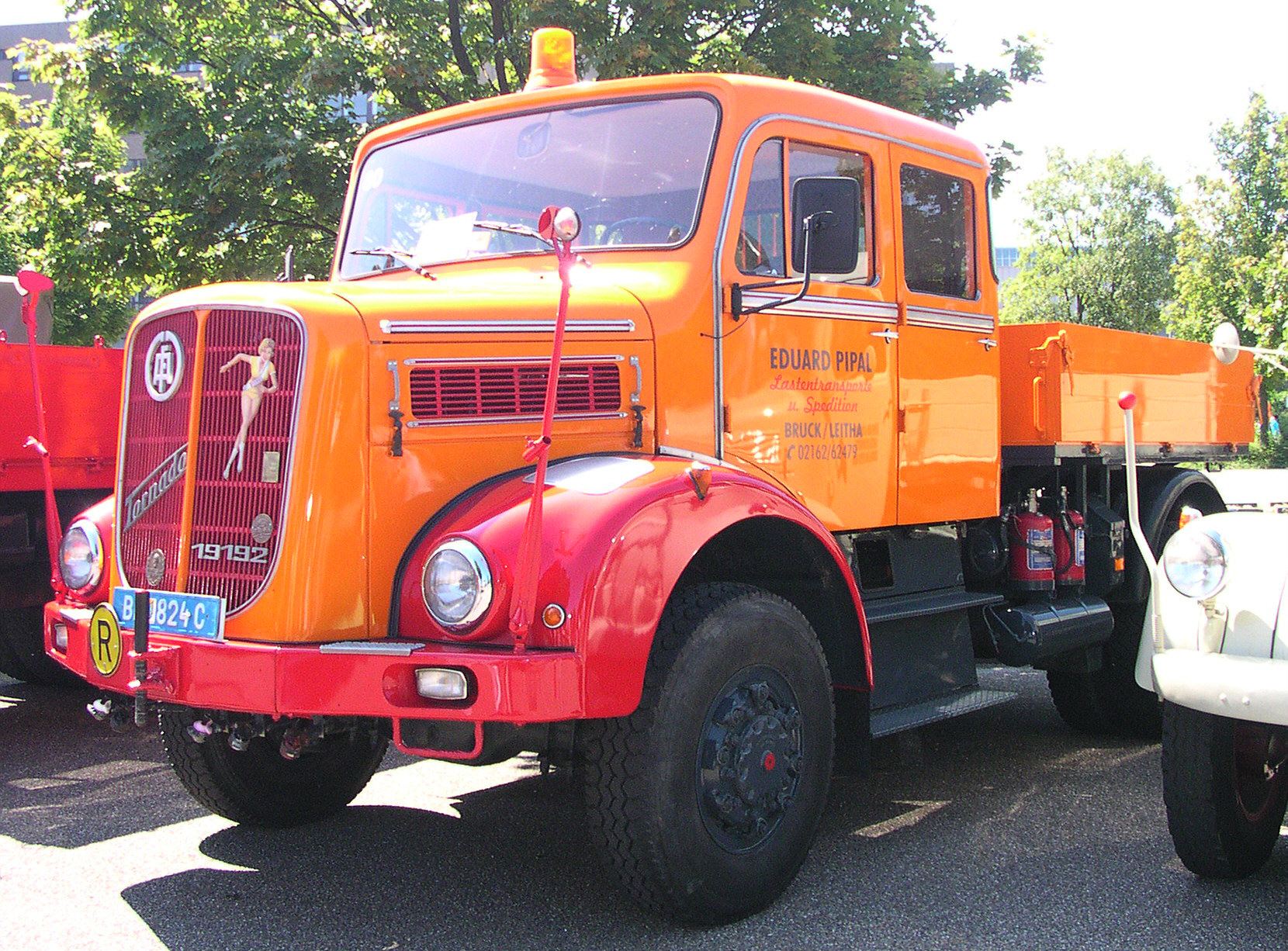
ÖAF Tornado

Ende der 1960er Jahre wurde für das Österreichische Bundesheer das Militärfahrzeug Husar entwickelt. Da sich das Bundesheer aber für den gleichzeitig entwickelten Pinzgauer des Konkurrenten Steyr entschied, wurden nur 136 Stück von diesem Typ gebaut. Der ÖAF Tornado dagegen war in den 1960er und 1970er Jahren einer der meistverkauften Lkw in Österreich. Er wurde sowohl als Langhauber und auch als Frontlenker gebaut und war mit ÖAF-eigenen, aber auch mit Motoren von MAN und Leyland erhältlich.
Die Reprivatisierung der Anteile der Republik Österreich an der ÖAF erfolgte erst 1970. Gemäß Einbringungs- und Aktienübemahmevertrag vom 18. Juni 1970 brachte die AUSTRO-M.A.N. Fahrzeug-Vertrieb Gesellschaft mbH, Wien, ihren gesamten Geschäftsbetrieb mit sämtlichen Aktiven und Passiven, soweit sie die Herstellung und den Vertrieb von Erzeugnissen der metallverarbeitenden Industrie, insbesondere von Straßenfahrzeugen der Maschinenfabrik Augsburg-Nürnberg AG, die Montage und die Reparatur der vorgenannten Erzeugnisse und deren Handel betreffen, in die Gesellschaft ein. Von der Einbringung ausgenommen waren die Bestandsrechte der AUSTRO-M.A.N. Fahrzeug-Vertrieb Gesellschaft mbH. Seit damals ist die ÖAF Teil der MAN Nutzfahrzeuge AG. Anfang 1971 erwarb die Gesellschaft 99,6 % des Aktienkapitals der Gräf & Stift Automobilfabrik AG, Wien, die fusionsweise von der ÖAF übernommen wurde. Im Zuge dessen wurde das Unternehmen in Österreichische Automobilfabrik ÖAF Gräf & Stift AG umbenannt.

Logo nach der Fusion mit Gräf & Stift

In den 1970er Jahren löste der MAN F8 (mit ÖAF-Kühlergrill) die Frontlenkerversion des ÖAF Tornado ab. Bis 2008 waren alle MAN-Nutzfahrzeuge mit ÖAF-Kühlergrill lieferbar. 1977 wurde ein Prototyp eines schwimmfähigen Radpanzers gebaut. Im Februar 1978 wurde dem Unternehmen das Staatswappen verliehen.
Im Jahr 1984 wurde die Planung für das neue Stammwerk von Gräf & Stift in Wien-Liesing vorgestellt. Von 1985 bis 1987 wurden die Omnibus-Reparaturwerkstatt, ein Sozialgebäude, Fertigungshallen und das Verwaltungsgebäude errichtet.
Das Unternehmen firmiert heute unter MAN Truck & Bus Österreich GesmbH und produziert am Standort Liesing verschiedene Fahrzeugtypen, darunter insbesondere Sonder-, Spezial- sowie militärische Großfahrzeuge, die nicht in Großserie hergestellt werden. Im heutigen Werk Liesing ist auch ein Oldtimerclub beheimatet, der es sich zur Aufgabe gemacht hat, historische Fahrzeuge von ÖAF und Gräf & Stift zu erhalten. Auch das Konstruktionsarchiv der Österreichischen Saurerwerke wird von diesem Club verwaltet.

## PKW-Importe
Während der USIA-Zeit hatte die ÖAF mit dem Verkauf sowjetischer Personenkraftwagen begonnen. 1958 wurde ein Generalvertretungsvertrag abgeschlossen. Anfangs importierte die ÖAF Fahrzeuge der Marke Moskwitsch. Davon wurden jährlich zwischen 150 und 300 Stück verkauft. 1967 wurden 600 und bis August 1968 bereits 750 Fahrzeuge verkauft.
Nach dem Einmarsch der Staaten des Warschauer Paktes in die ČSSR gingen die Verkaufszahlen rapide zurück, 1969 wurden nur mehr 386 Stück verkauft. 1972 kam der von AwtoWas in Lizenz gebaute Fiat 124 unter der Marke Lada auf den österreichischen Markt. Davon konnten 1977 bereits 2765 Stück abgesetzt werden. 1978 kam der Lada Niva unter der Bezeichnung Lada Taiga auf den Markt. Davon wurden 1979 1800 Stück verkauft und damit ein Marktanteil an den allradgetriebenen Fahrzeugen von 75 % erreicht.
1982 übernahm die ÖAF zusätzlich die Generalvertretung für die tschechische Marke Škoda vom bisherigen Generalvertreter Tarbuk. 1992 wurde die Vertretung eingestellt und an VW übergeben.
1988 schloss die ÖAF einen Vertrag mit dem amerikanischen Fahrzeugbauer Chrysler ab. Ab Mai 1988 wurden noch über 100 Chrysler-Fahrzeuge ausgeliefert.
Im Juli 1993 wurde der PKW-Handel aus der ÖAF ausgegliedert und der neu gegründeten AC Austro-Car übergeben.

## Bilder

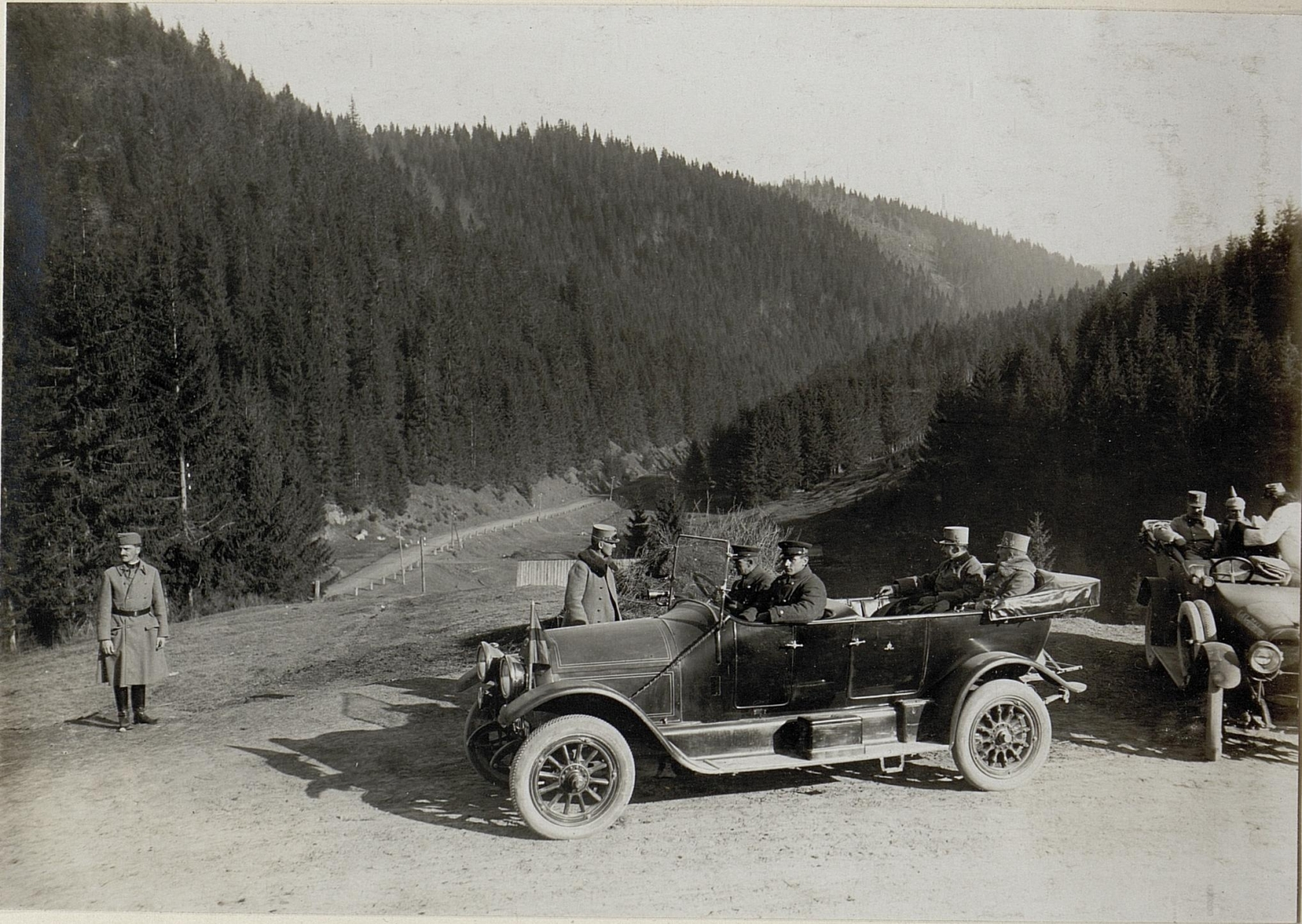
Erzherzog Karl im Austro Fiat auf Truppenbesuch am Tölgyes-Pass (1916)
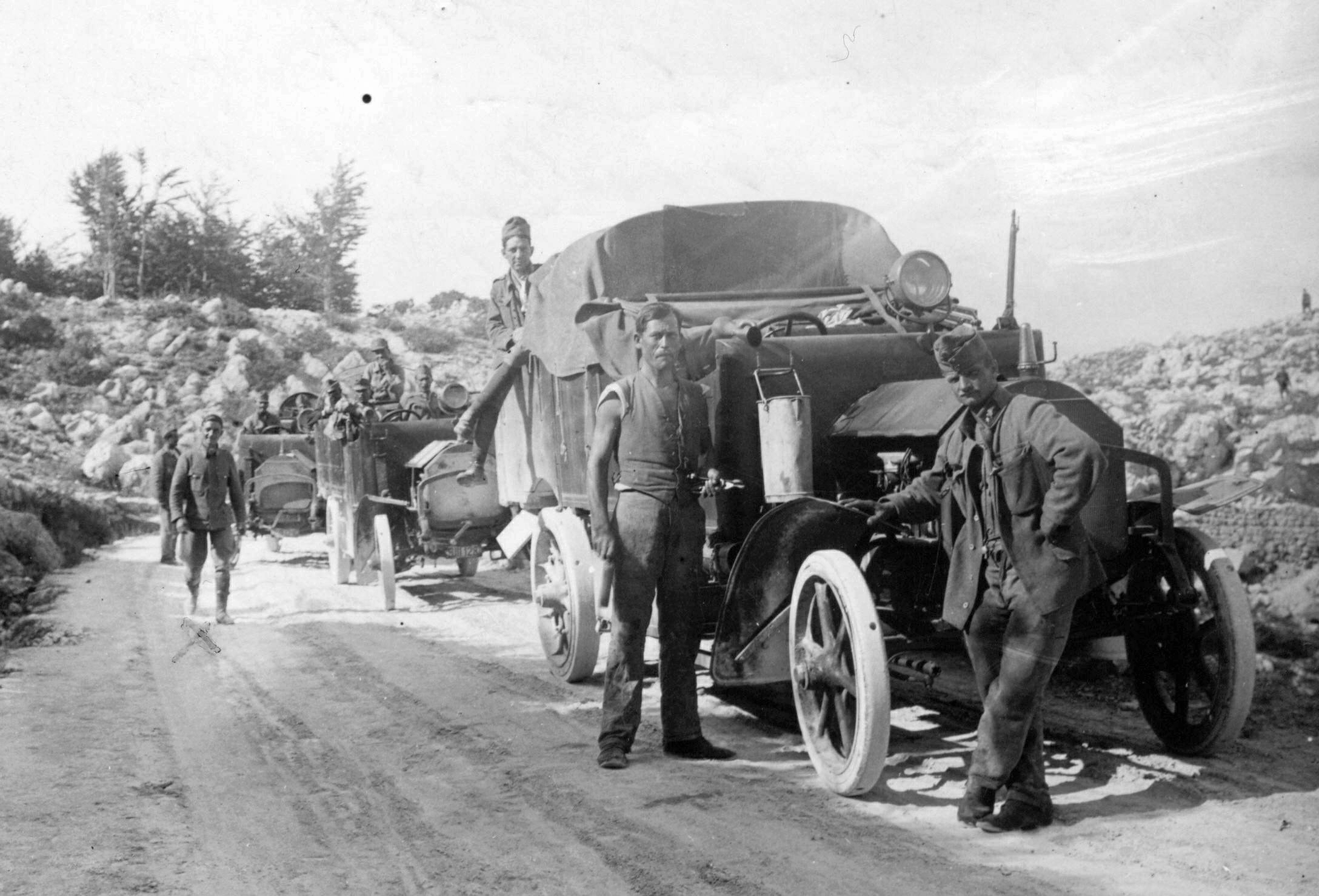
Austro Fiat LKW im Ersten Weltkrieg
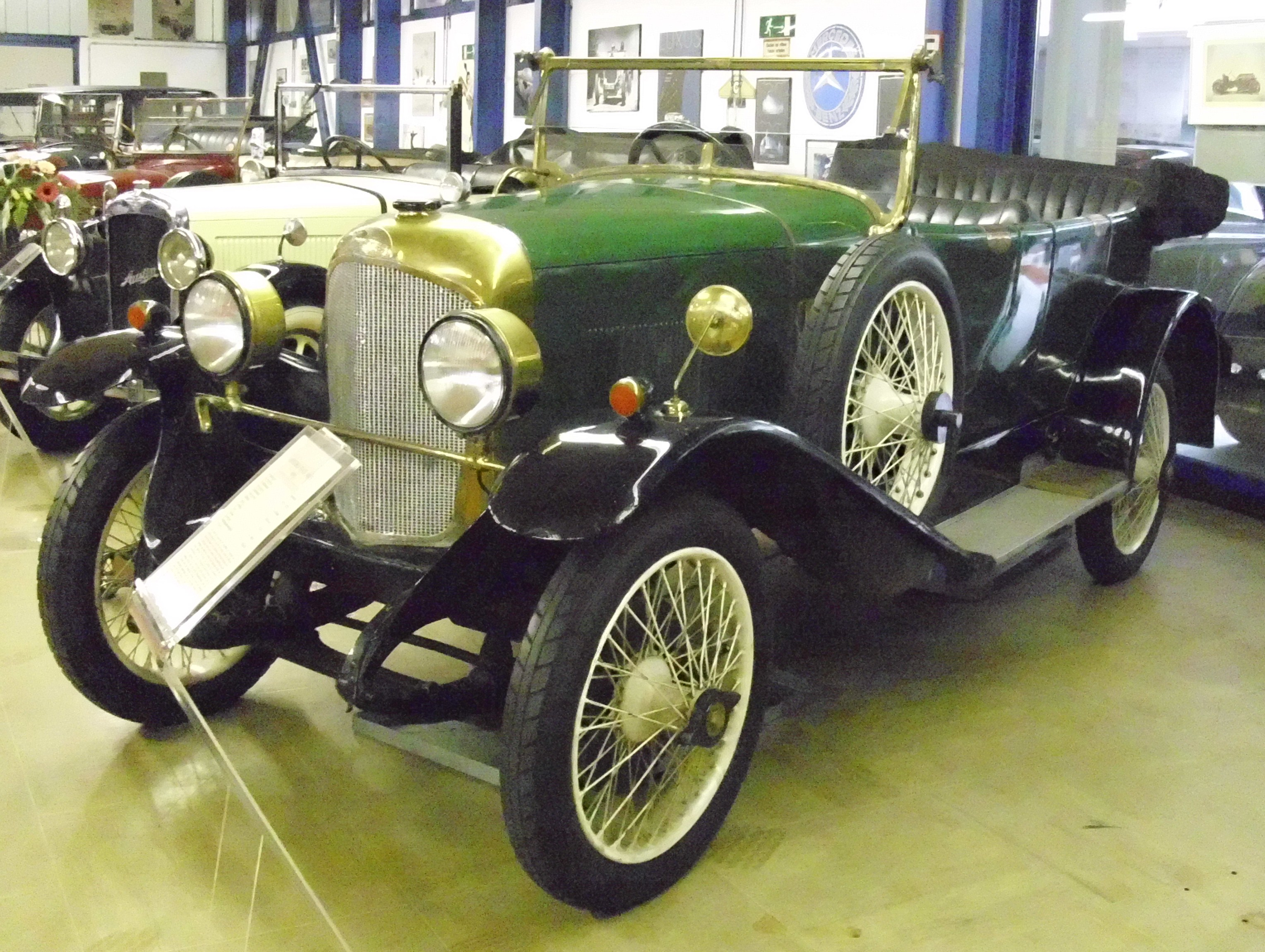
Austro-Fiat 9/32 PS von 1923
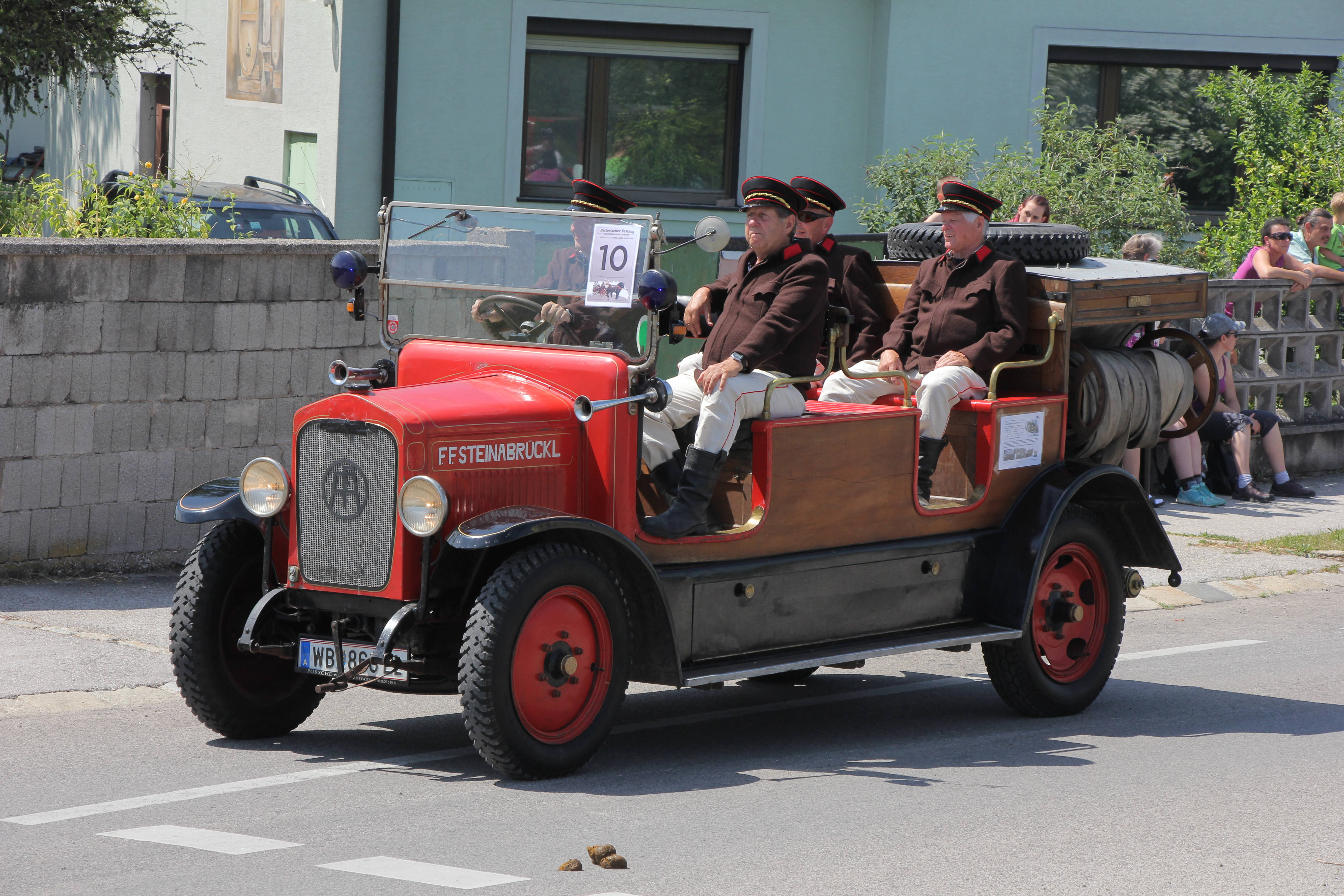
Austro Fiat AFNS F60 „Rosemarie“ der Feuerwehr Steinabrückl
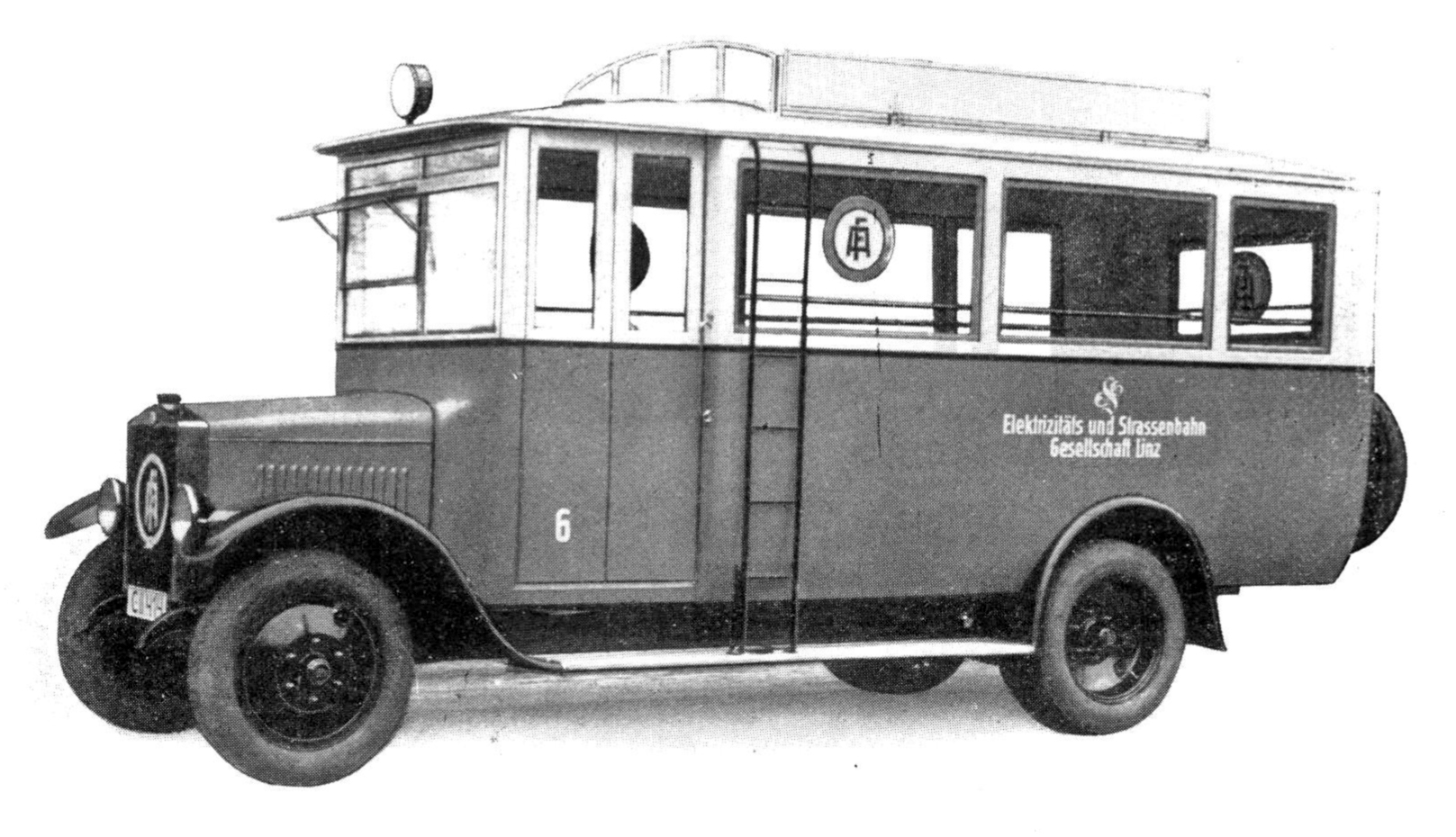
Austro Fiat AFN als Autobus (1928)
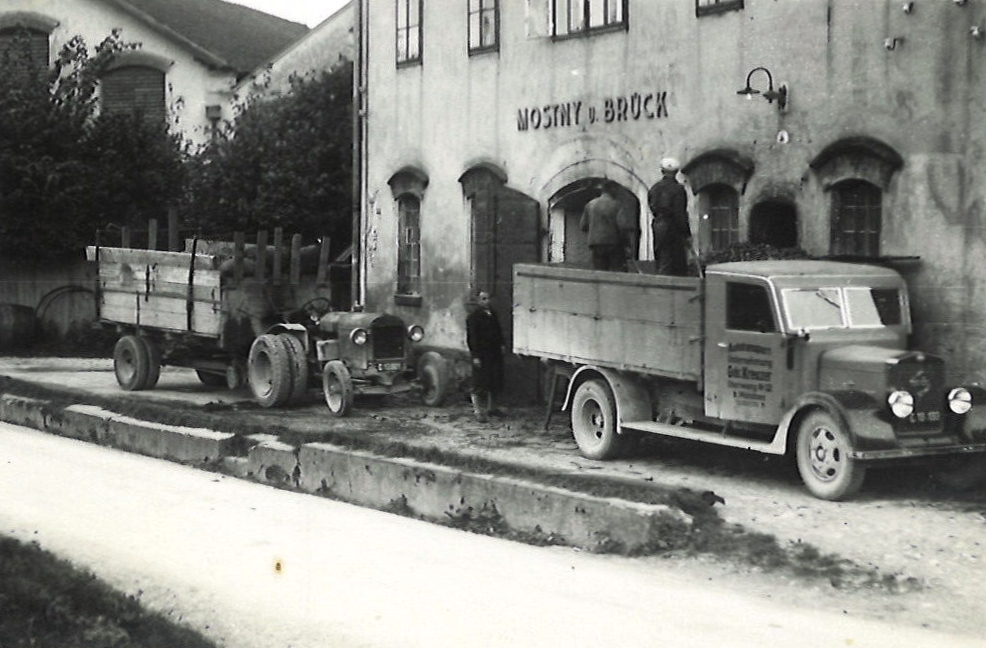
ÖAF-Austro Fiat LKW (rechts) in Puchheim in Oberösterreich (1937)
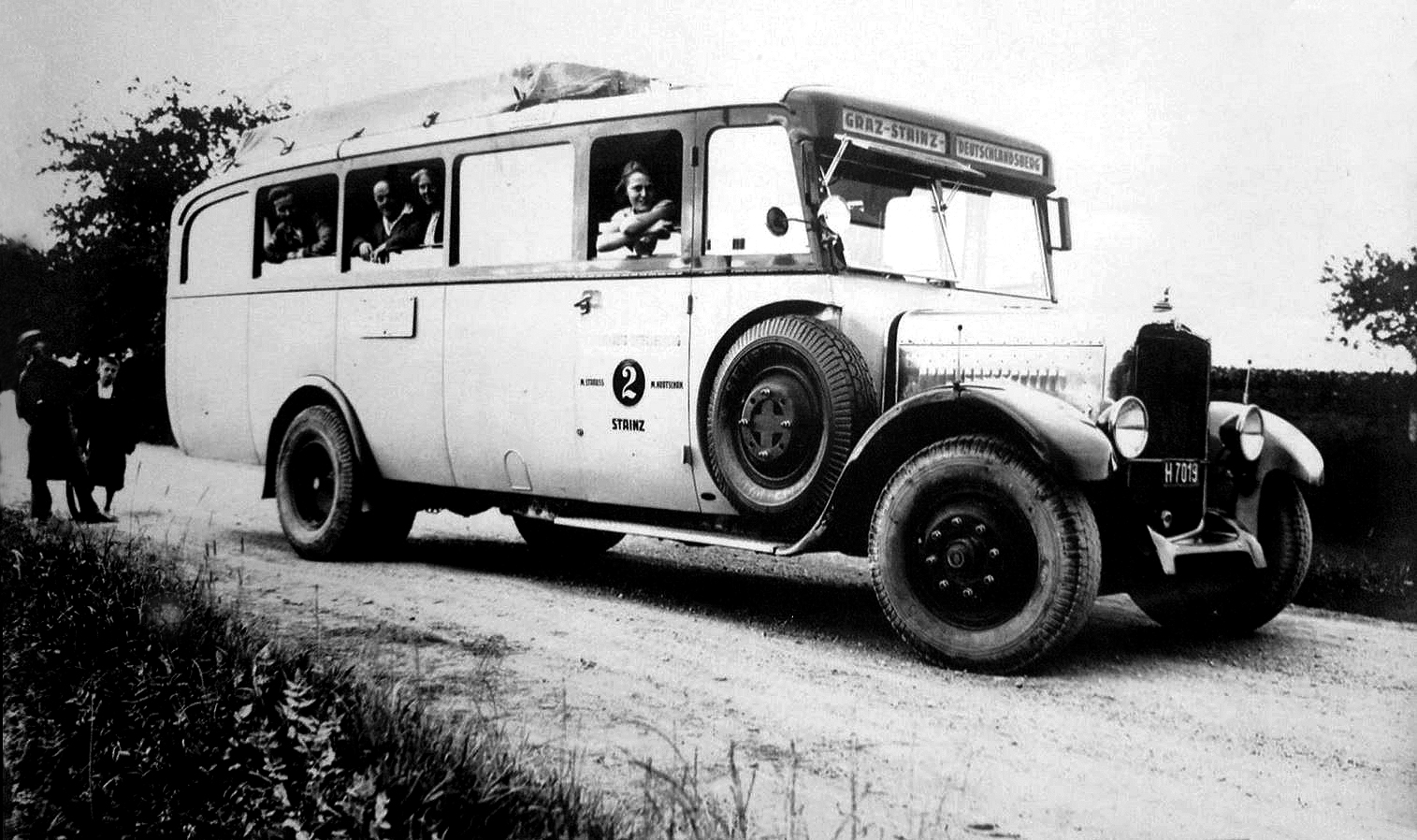
ÖAF-Autobus der GKB (1937)
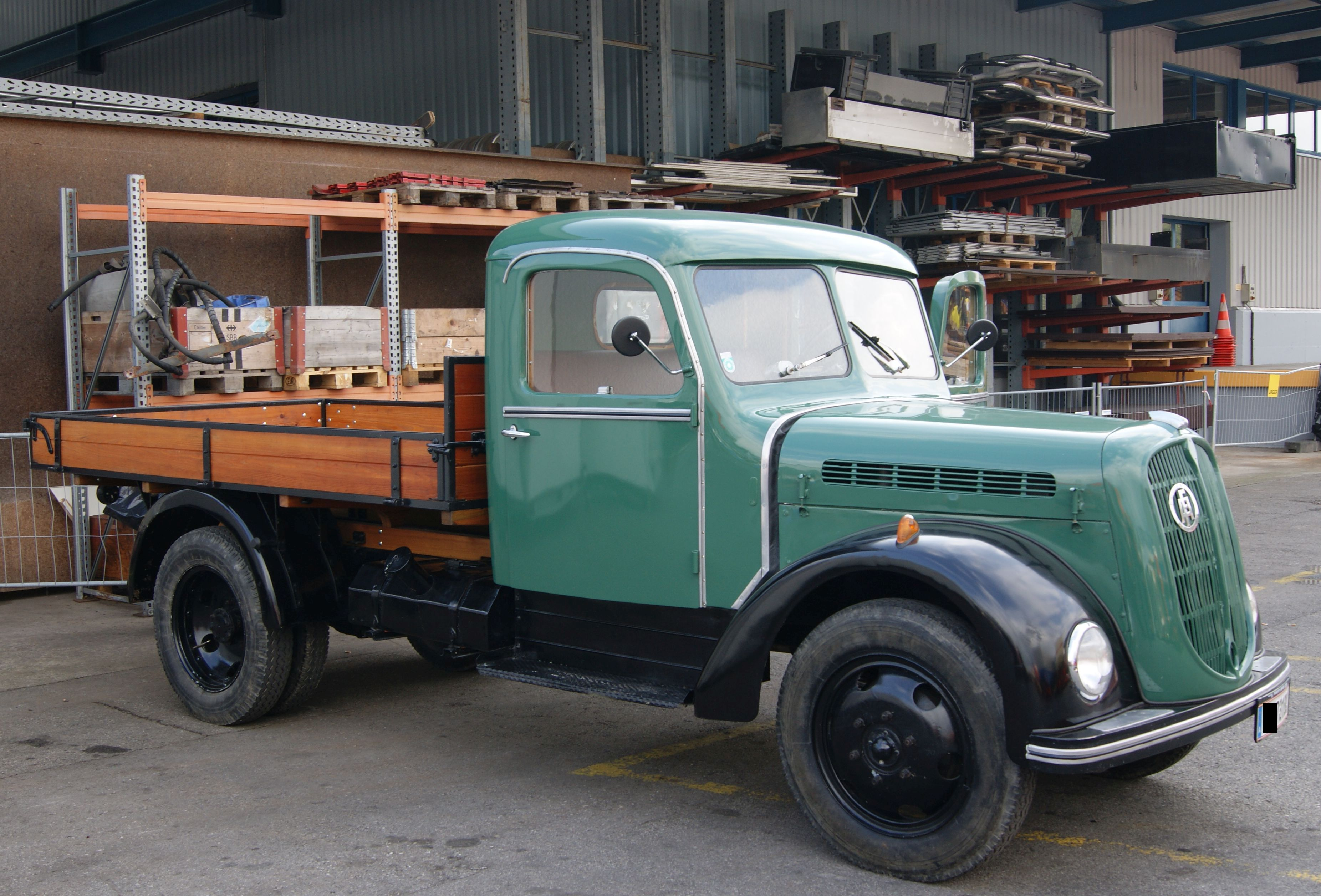
ÖAF 2 D 50 (1952)
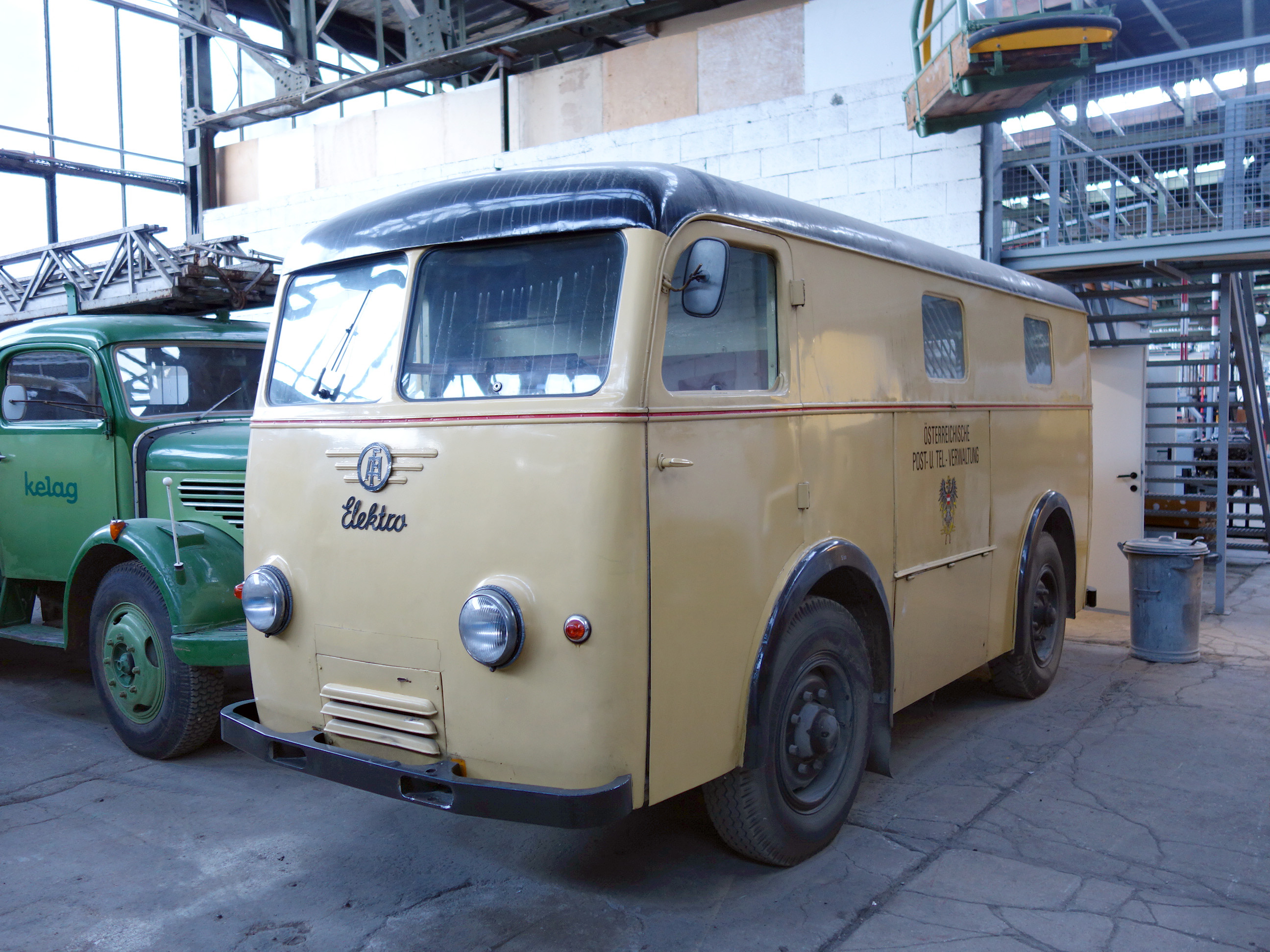
Elektrischer Post-Paketwagen ÖAF ENO
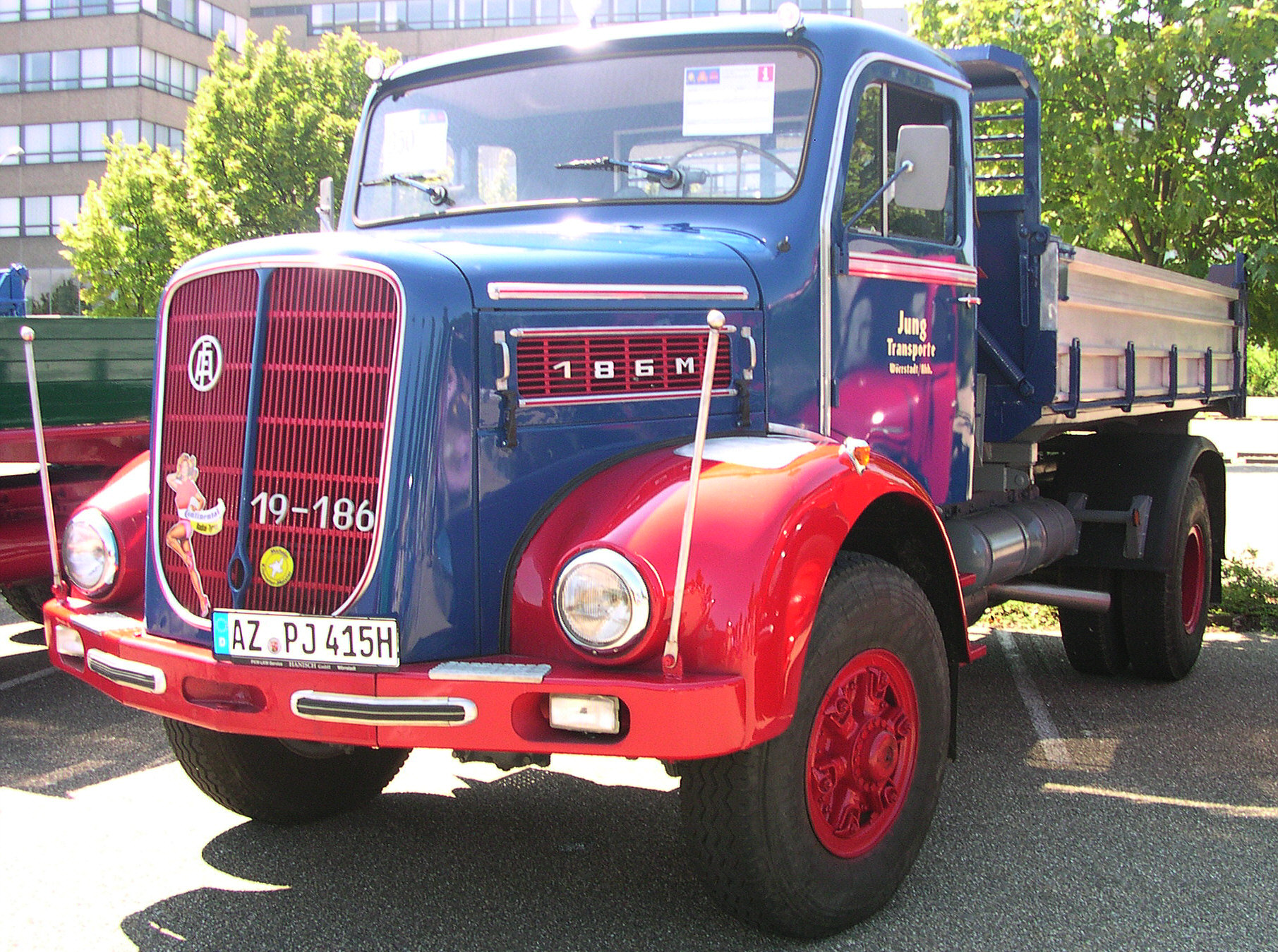
ÖAF Tornado 19-186
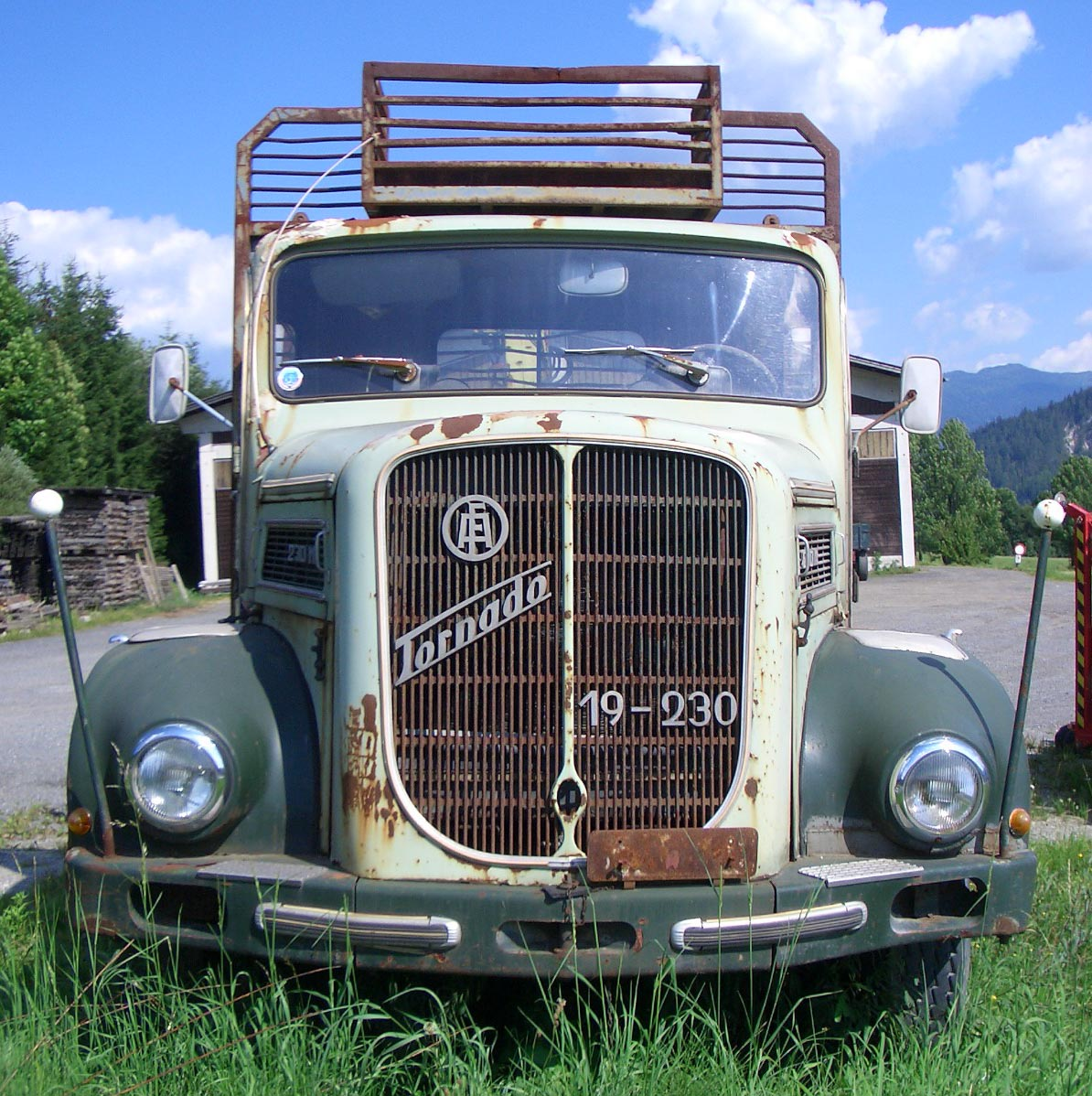
ÖAF Tornado 19-230
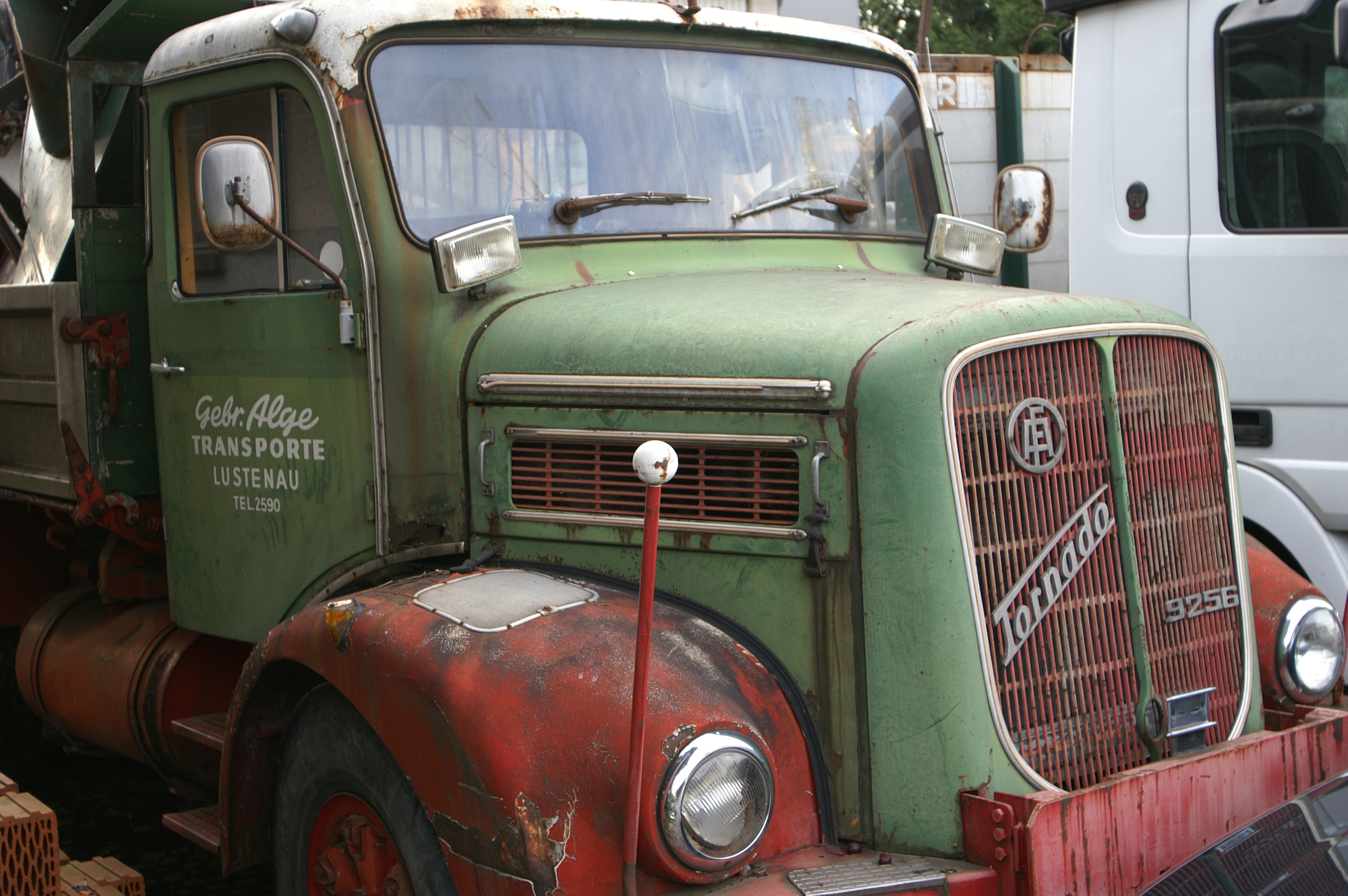
ÖAF Tornado 19-256
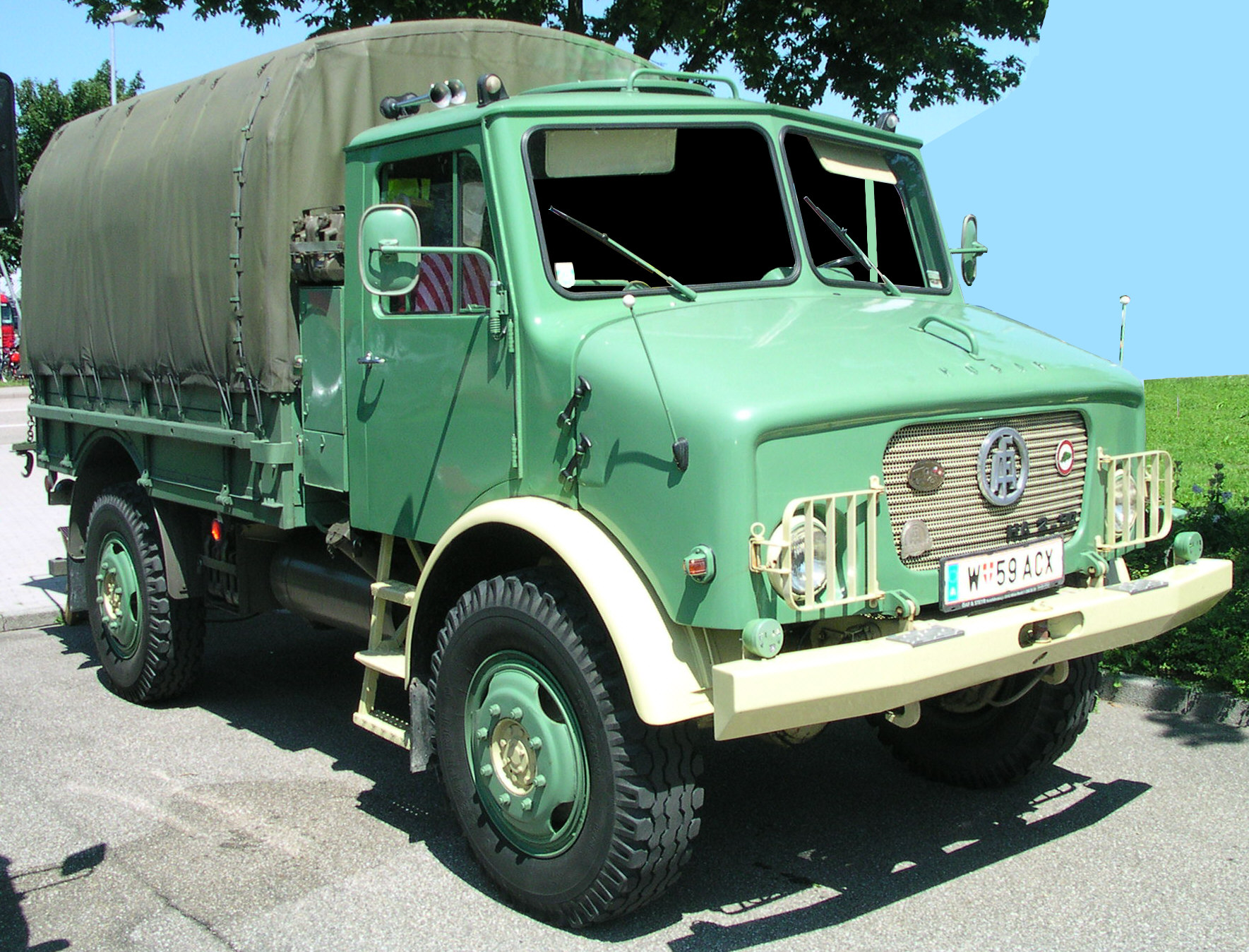
ÖAF Husar
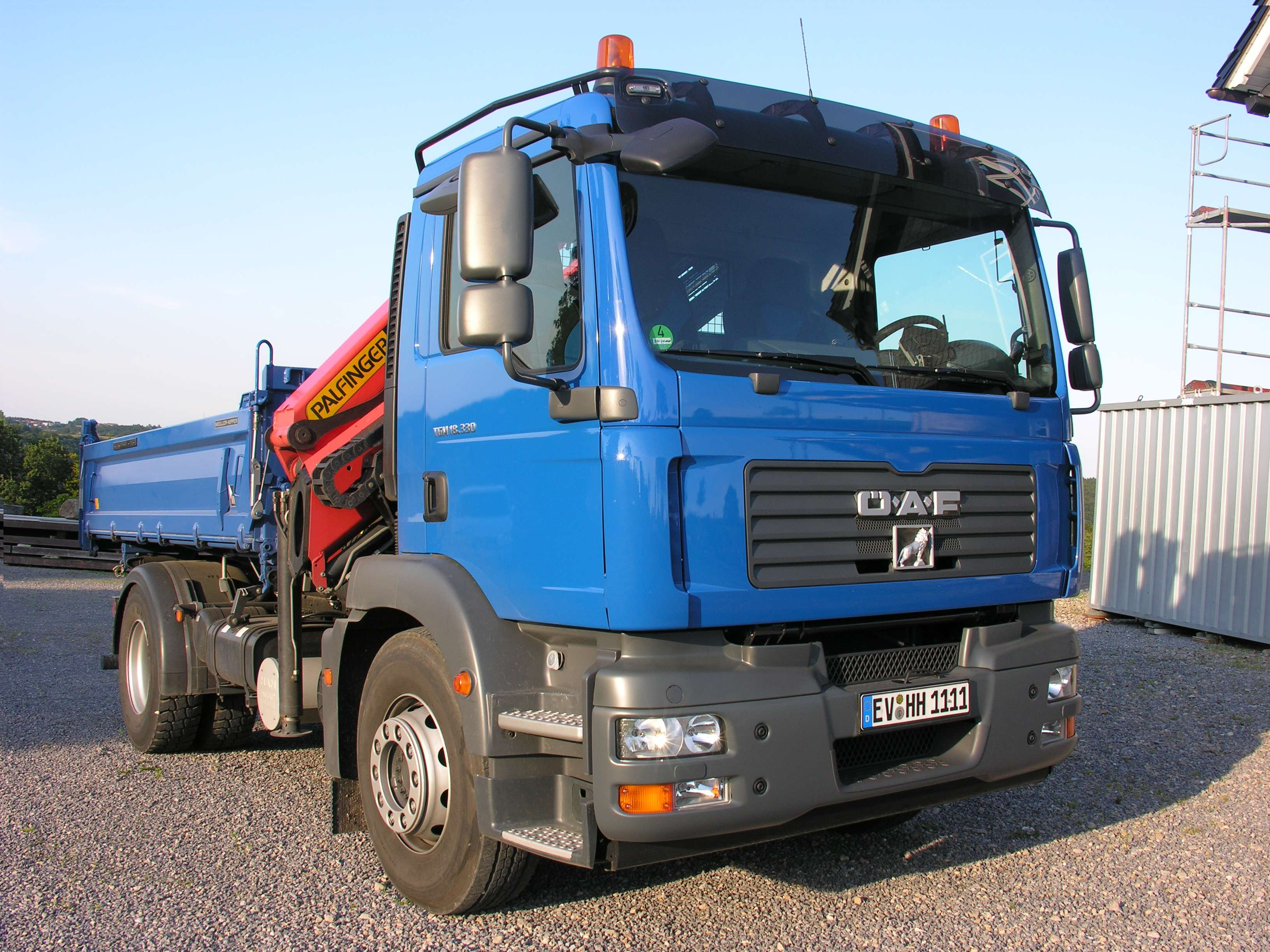
MAN mit ÖAF-Kühlergrill
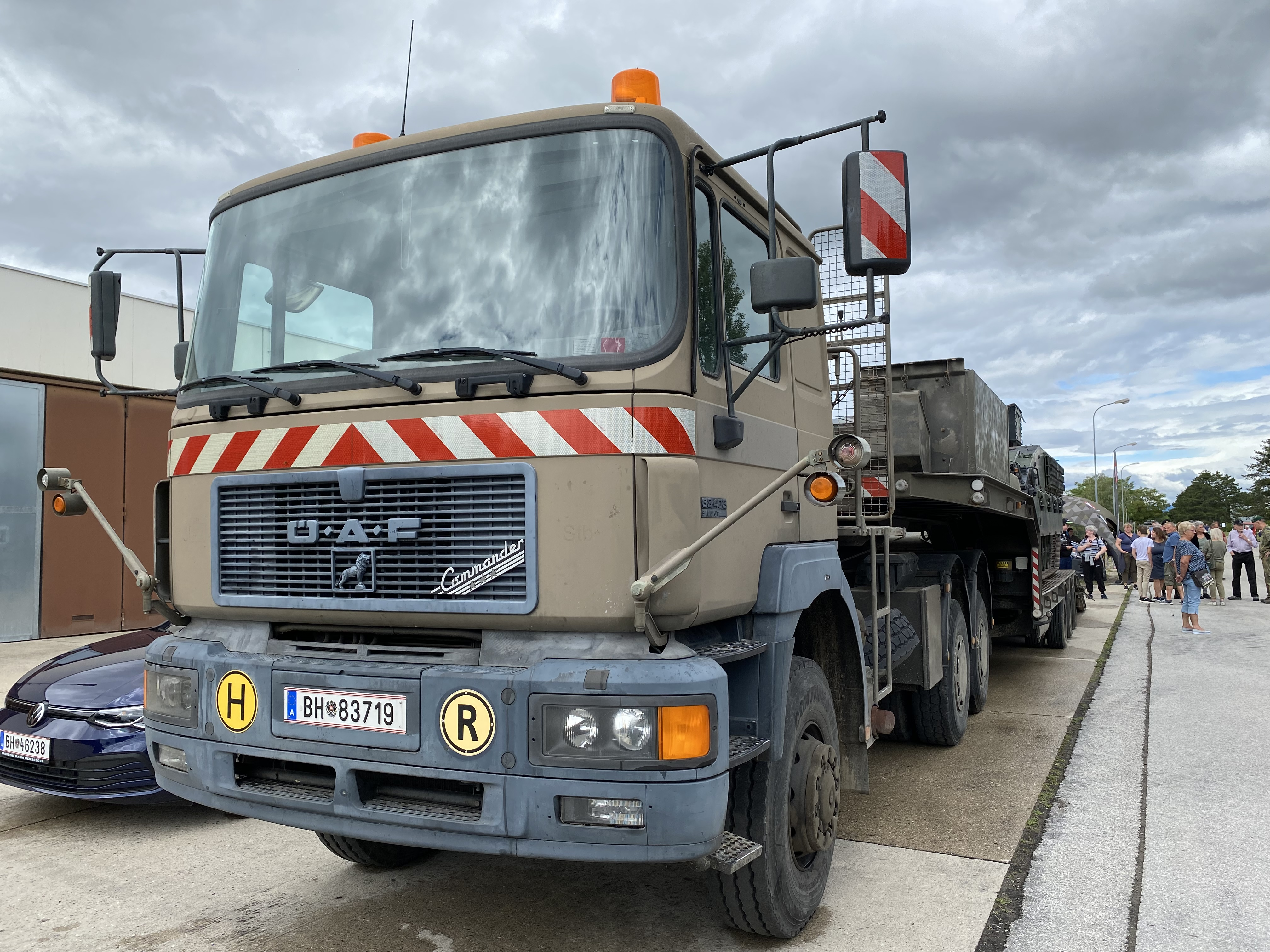
ÖAF F2000 33.403 des österreichischen Bundesheeres, Juni 2022
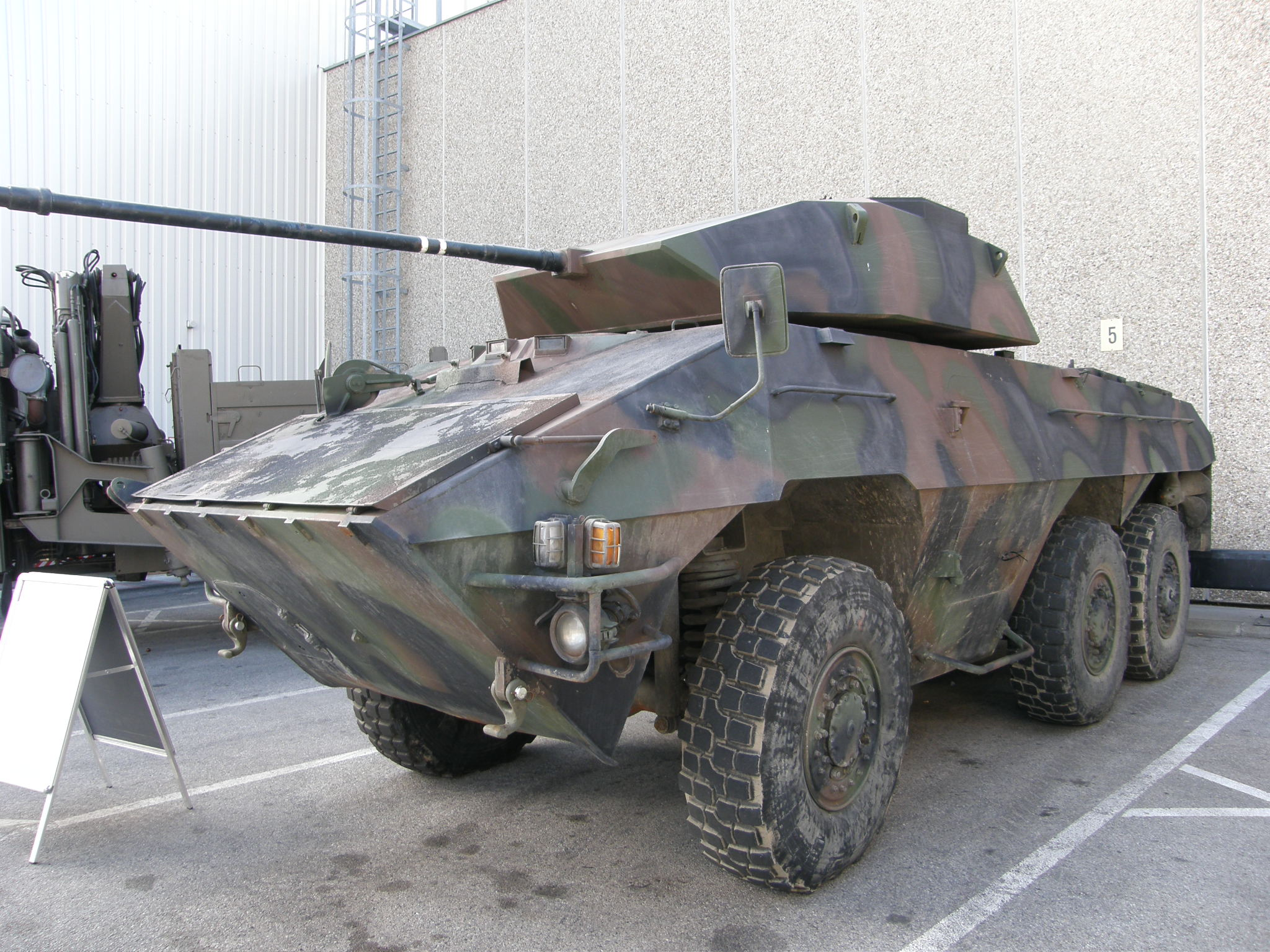
Der 1977 gebaute Radpanzer